# Gelis fasciitinctus
Gelis fasciitinctus är en stekelart som först beskrevs av Dalla Torre 1901.  Gelis fasciitinctus ingår i släktet Gelis och familjen brokparasitsteklar. Inga underarter finns listade i Catalogue of Life.